# Elsässische Maschinenbau-Gesellschaft Grafenstaden

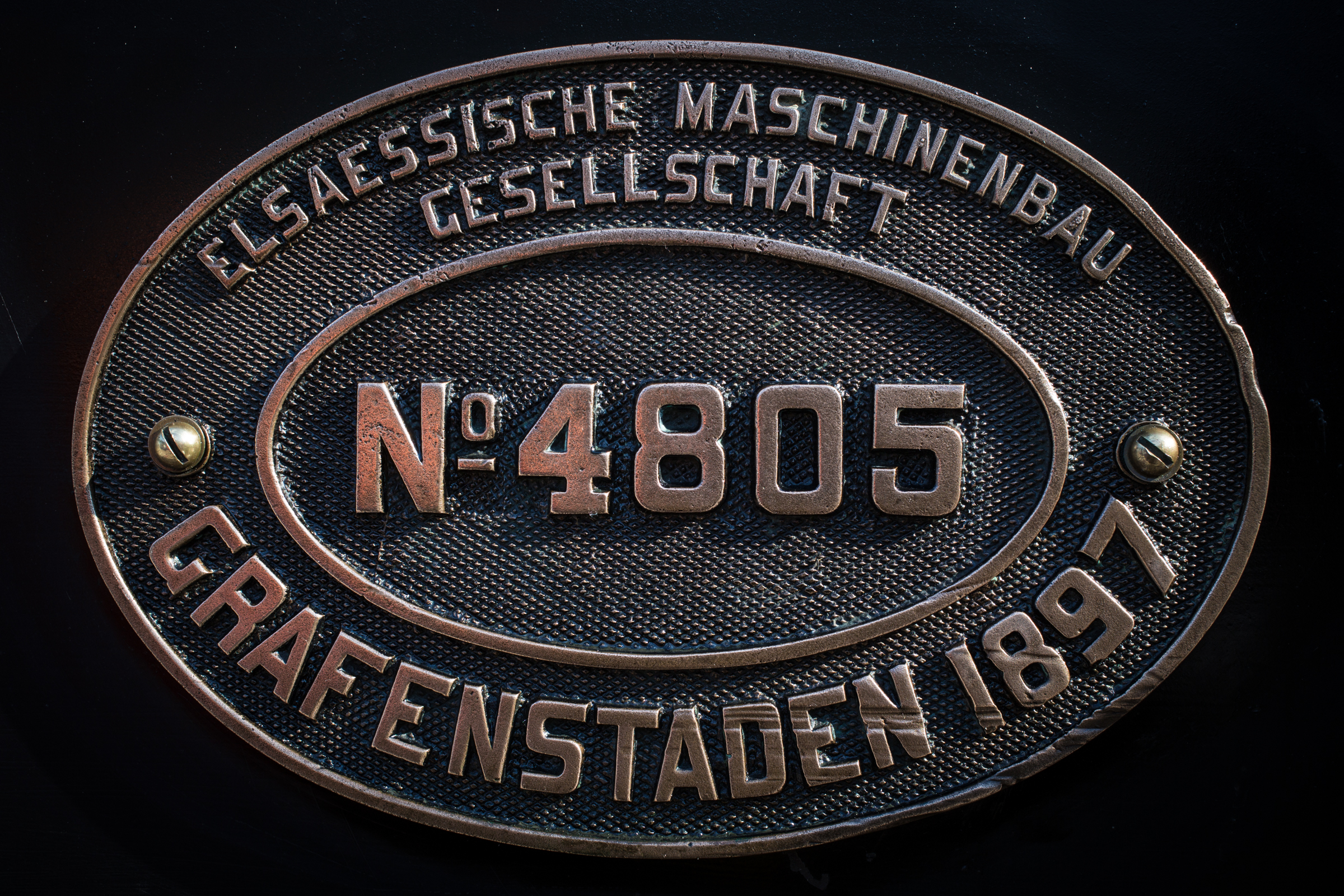
Elsaessische Maschinenbau Gesellschaft NR 4805

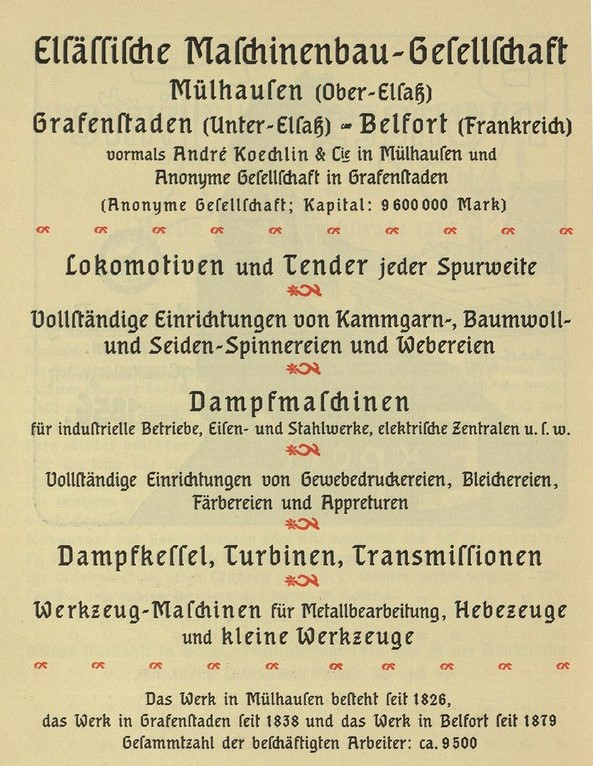
Weltausstellung Paris 1900

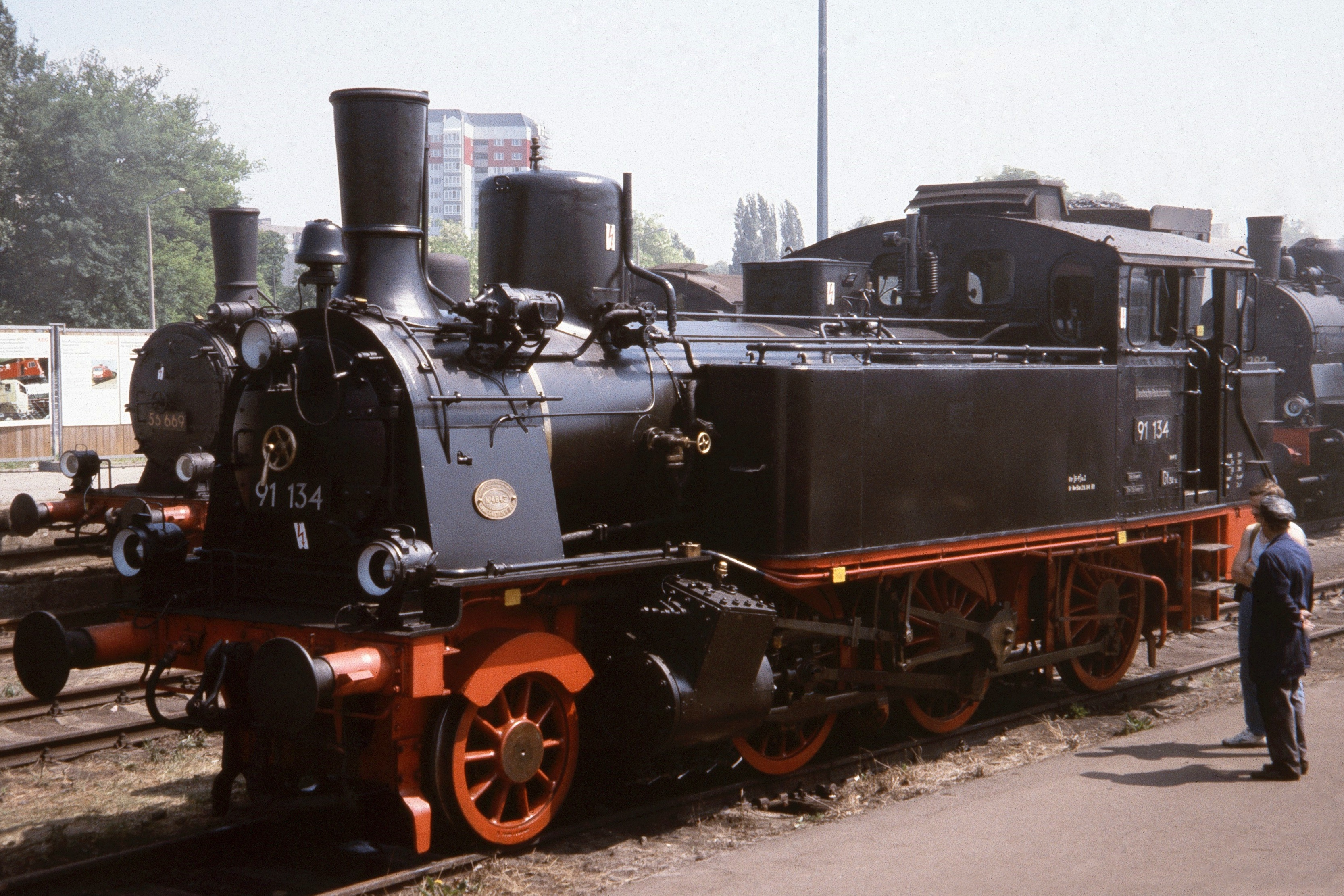
1898 mit der Fabriknummer 4843 gefertigte Preußische T 9.2 (spätere 91 134)

Die Elsässische Maschinenbau-Gesellschaft Grafenstaden (EMBG) war ein Unternehmen der Schwerindustrie im elsässischen Grafenstaden bei Straßburg. Nachdem das zugehörige Gebiet durch den Friedensvertrag von Versailles 1919 wieder französisch wurde, firmierte das Unternehmen unter dem Namen Société Alsacienne de Constructions Mécaniques.

## Geschichte

### André Koechlin & Cie
1826 gründeten André Koechlin, Mathieu Thierry und Henry Bock im elsässischen Mülhausen die Maschinenfabrik André Koechlin & Cie, die Dampfmaschinen, Turbinen, Spinn- und Webmaschinen und ab 1839 auch Dampflokomotiven herstellte. Die weitere Entwicklung des Unternehmens ist eng mit der Geschichte Elsass-Lothringens verbunden. Nach dem verlorenen Krieg von 1870/71 musste Frankreich das Elsass an das 1871 neu gegründete Deutsche Reich abtreten. Damit fiel auch die nunmehr Elsässische Maschinenbaugesellschaft Andreas Köchlin & Cie. in Mülhausen an das Deutsche Reich. Sie wurde mit der ebenfalls an das Deutsche Reich gefallenen Usine de Grafenstaden in Grafenstaden bei Straßburg 1872 zur Elsässischen Maschinenbau-Gesellschaft Grafenstaden vereinigt.

### Maschinenfabrik Grafenstaden
Die in Straßburg ansässige Werkstatt Rollé & Schwillgué baute neben Präzisionswerkzeugen und Uhren vor allem Dezimalwaagen nach dem Patent eines Benediktinermönchs von 1821. Um 1825 wurde von M. Striffler in Grafenstaden die Fabrique d'acier du Bas-Rhin, deutsch etwa ‚Nieder-Rheinische Eisenwarenfabrik‘, gegründet, die Schmiedearbeiten ausführte und Feilen herstellte. Nachdem Jakob Friedrich Meßmer die Tochter von Schwillgué geheiratet hatte, wurde die Firma Rollé & Schwillgué an das Etablissement de Constructions mécaniques de Strasbourg, deutsch etwa ‚Straßburger Maschinenbaugesellschaft‘, verkauft, das Meßmer zum technischen Direktor ernannte. Es übernahm im April 1837 die in Konkurs gegangene Fabrique d'acier du Bas-Rhin, wobei sie vor allem an der Nutzung der auf dem Werksgelände vorhandenen Wasserkraft interessiert war. Meßmer ließ die Fabrik abreißen und neu aufbauen und versetzte die 40 Mitarbeiter der ehemaligen Rollé & Schwillgué nach Grafenstaden, wo sie zusammen mit den 50 Mitarbeitern der ehemaligen Fabrique d'acier du Bas-Rhin eine Belegschaft von 90 Personen bildeten. Außerdem wurden etwa 30 Jugendliche aus der Umgebung zu Mechanikern ausgebildet. Das Unternehmen, das auch unter dem Namen Usine de Grafenstaden, deutsch Maschinenfabrik Grafenstaden, firmierte, diversifizierte sich in den Jahren 1841 bis 1845 und stellte Winden, Wagenheber, Werkzeugmaschinen, Räder für Lokomotiven und Wagen, Drehscheiben und Weichen her. In den Jahren 1846 bis 1847 begann die Fabrik mit der Herstellung von Schlepptendern, Güter- und Personenwagen. Das hoch verschuldete Unternehmen überlebte die Krise von 1847 nicht und musste im Dezember Konkurs anmelden. Es wurde 1848 vom Hauptgläubiger Alfred Renouard de Bussière übernommen und kam in den 1850er Jahren wieder zu Wohlstand. 1855 erhielt die Fabrik ihren ersten Auftrag zum Bau von Lokomotiven. Auftraggeber war die Compagnie des chemins de fer du Nord, die zehn große Stütztenderlokomotiven des Systems Engerth bestellte, von denen die erste im März 1857 ausgeliefert wurde. Die Produktion stieg rasch an, so dass 1863 bereits 62 Lokomotiven pro Jahr gebaut wurden.

### Société Alsacienne de Constructions Mécaniques (SACM)
Nach der Abtretung Elsass-Lothringens an das Deutsche Reich siedelten sich viele Elsässer, die sich als Franzosen fühlten, in der Gegend von Belfort an. Dort, also auf französischem Gebiet, wurde 1872 die Société Alsacienne de Constructions Mécaniques, kurz SACM, gegründet. Der Hauptgrund für die Gründung der Niederlassung in Belfort war die neue Zollgrenze zwischen dem Elsass und Frankreich. 
Während des Ersten Weltkrieges produzierten die Werke in Grafenstaden und Mülhausen Kriegsmaterial wie Telegrafenkabel, Funksender und -empfänger sowie 5 Mio. Granaten. Da die Männer zum Militär eingezogen wurden, arbeiteten viele Frauen und Kinder ab 12 Jahren in den Fabriken. Nach dem Friedensvertrag von Versailles 1919 fiel Elsass-Lothringen und damit auch die Elsässische Maschinenbau-Gesellschaft Grafenstaden wieder an Frankreich, woraufhin letztere mit der SACM fusionierte. Daraus entstanden zwei Werke SACM-Belfort und SACM-Mulhouse. Das fusionierte Unternehmen wurde unter französischem Namen weitergeführt. Das Werk in Belfort wurde noch bis 1926 betrieben. 1928 Zusammenschluss der Firma SACM (1872) und der Firma Thomson-Houston (1893) zur Alsthom, der heutigen Alstom.
Nach der Besetzung des Elsass 1941 musste das Werk zwangsweise unter der Leitung der Magdeburger Werkzeugmaschinenfabrik (MWF) Lokomotiven der Baureihen 44 und 52 an die Deutsche Reichsbahn liefern. Nach dem Zweiten Weltkrieg stand das Werk wieder unter französischer Leitung geführt.
Im Jahre 1951 wurden im Werk erstmals Diesellokomotiven gebaut, während der Dampflokbau um 1955 eingestellt wurde. Die Produktion von Diesellokomotiven wurde bis 1965 fortgesetzt.

## Produktionszahlen

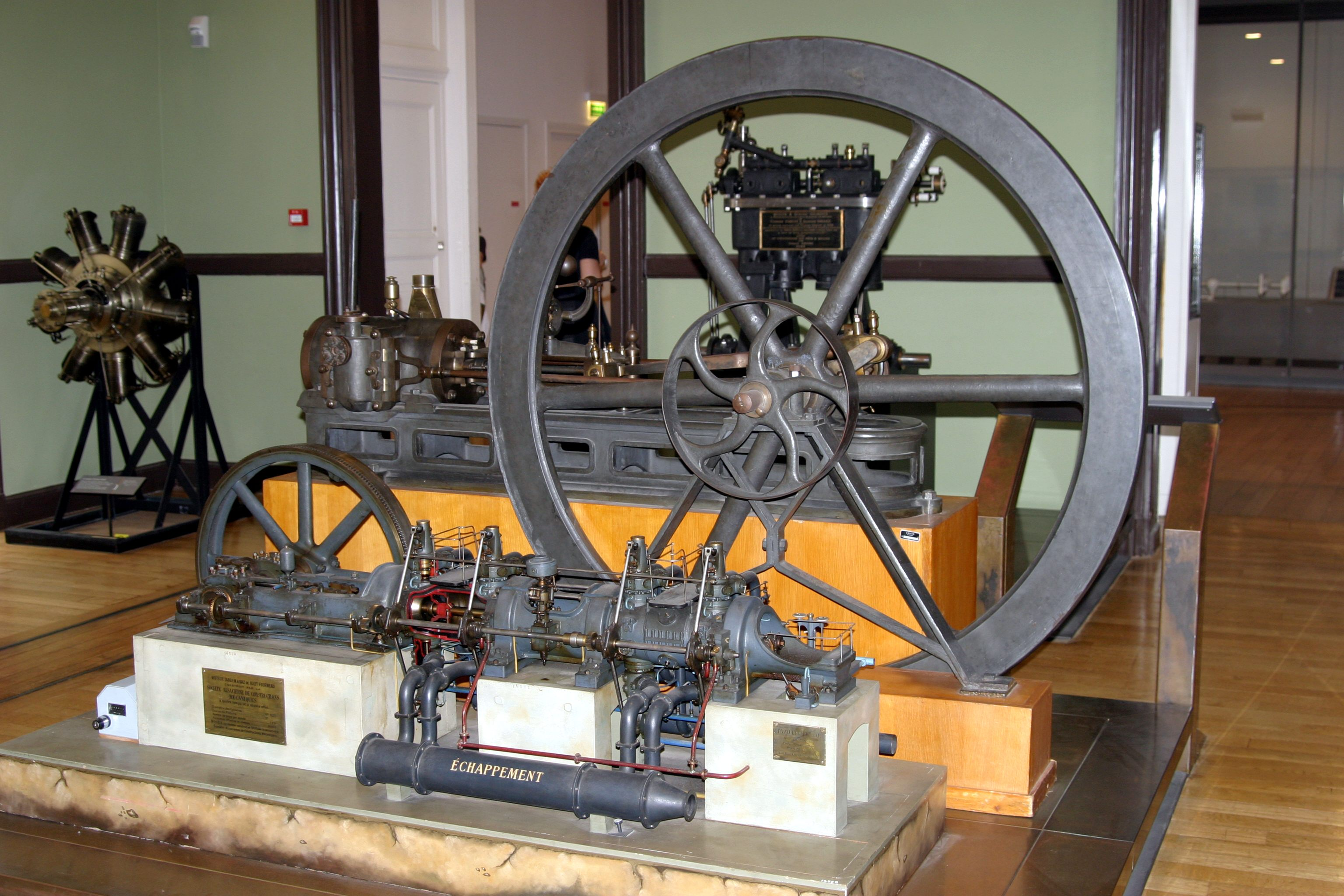
SACM-Gasmotor im Musée des arts et métiers (Paris), ca. 1870

Nach der Fusion der beiden Werke wurde eine gemeinsame Fabriknummernzählung ab Nummer 2118 eingeführt, da Köchlin bis dahin 1412 und Grafenstaden 705 Lokomotiven gebaut hatte. Der Dampflokbau endete mit der Fabriknummer 8174. Da unter 11 Fabriknummern keine Lokomotiven ausgeliefert wurden, hatte das fusionierte Unternehmen SACM somit 6042 Dampflokomotiven gebaut.
Die zwischen 1951 und 1965 gebauten Diesellokomotiven erhielten ab den Fabriknummern 10001 und 20001 eine eigene Zählung, so auch die Diesellokomotiven der Saarbahn, die später zur Deutschen Bundesbahn kamen. Im 10.000er-Bereich, hauptsächlich Bauart B-dh, wurde die Fabriknummer 10199 erreicht, im 20.000er Nummernbereich, Bauart C-dh, wurden nur 23 Maschinen eingeordnet.